# Franck Timmermans
Pour les articles homonymes, voir Timmermans.
Franck Timmermans est un homme politique français, ancien secrétaire général adjoint du Front national et ancien secrétaire général du Mouvement national républicain.

## Biographie
Né dans les années 1950, il est cofondateur du Front national, qu'il quitte en 1978. 
Revenu au Front national en 1986, il accède aux fonctions de secrétaire général adjoint du parti. Il rallie en 1999 le Mouvement national républicain de Bruno Mégret, après avoir été l'un des principaux artisans de la scission mégrétiste au sein du FN en 1998-99. Il est candidat sur la liste MNR aux élections européennes de 1999. Il est secrétaire général du MNR de 1999 à 2002.
Il quitte le MNR en 2002 et cofonde le 31 janvier 2005 le Parti populiste. Ce parti se dissout le 31 décembre 2011.
Franck Timmermans rejoint par la suite le Parti de la France de Carl Lang. Il est élu au conseil national de ce parti en mai 2016.

## Mandats électifs
Sous les couleurs du FN puis du MNR, Franck Timmermans a été conseiller municipal de Saint-Denis, candidat aux législatives dans la deuxième circonscription de la Seine-Saint-Denis et conseiller régional d'Île-de-France de 1992 à 2004.
Il est par ailleurs délégué syndical CGC dans l'édition à la fin des années 1990.

## Ouvrage
- Avec Damien Bariller, 20 ans au Front. L'histoire vraie du Front National (1972-1992), préface de Carl Lang et Bruno Mégret, postface de Jean-Marie Le Pen, Paris Éditions Nationales, 1993, 170 p.  (ISBN 2-909178-14-5)